# Kult
Kult è un gioco di ruolo con ambientazione urban fantasy dei coniugi Gunilla Jonsson, Michael Petersén pubblicato originariamente nel 1991 dalla Target Games. La Hobby & Work ha pubblicato la traduzione della 2ª edizione nel 1997, mentre nel 2005 la Raven Distribution la traduzione della terza edizione Kult: Beyond the Veil.
Nel 2016 viene annunciata una nuova edizione di Kult, chiamata Kult: Divinity Lost, la quale è stata pubblicata a novembre 2018, dopo una campagna Kickstarter.
Tutto l'universo di gioco è fortemente influenzato dalle idee dello Gnosticismo, e sono lampanti anche influenze di Clive Barker e di Hans Ruedi Giger.

## Ambientazione
L'ambientazione è estremamente cupa: il mondo non è altro che una prigione per l'umanità, rinchiusa dal Demiurgo (o, se volete, Dio). Il mondo come lo vediamo è reale come potrebbe esserlo un set cinematografico, fatto di fumo e specchi. In realtà, l'intera umanità vive nelle rovine della sua precedente grandezza. Attorno a noi, nell'oscurità, vivono i nostri guardiani, gli Arconti, istruiti dal Demiurgo affinché mantengano l'umanità nell'ignoranza. Gli Arconti hanno varie creature ai loro ordini e queste sono i nostri carcerieri. La morte è semplicemente uno stratagemma per ripulire le memorie dell'anima e rendere impossibile l'acquisizione di conoscenze sufficienti per evadere dalla prigione.
Ci sono similitudini tra Kult e altri giochi svedesi, come salta agli occhi nel gioco di ruolo di Mutant Chronicles. Alcuni simboli e creature che compaiono in Kult sono presenti in altri giochi svedesi.
La magia in Kult è oscura, difficile da manipolare e ancor di più da mettere in pratica, ma nonostante questo è fondamentale per sopravvivere ed avanzare verso la Verità. Rispetto ad altri giochi di ruolo, tutta la magia si rifà a dati, rituali e contesti reali, riprendendo concetti della "magia tradizionale" e dell'occultismo, mischiando e adattando il tutto alle idee del gioco.

## Sistema di gioco
Fino alla terza edizione il sistema di gioco ricorda quello dei gdr classici, ad esempio Dungeons & Dragons, ovvero si hanno delle caratteristiche base, il cui punteggio può essere incrementato spendendo dei punti di creazione e delle abilità, le quali fanno riferimento a una caratteristica specifica. Le abilità sono il fulcro delle azioni di gioco, poiché coprono una vasta quantità di azioni possibili, permettendo una forte caratterizzazione del personaggio, ma allo stesso tempo potrebbero disorientare i giocatori sulla scelta.
Il sistema sfrutta il dado a 20 facce (non è, tuttavia, il D20 system pubblicato dalla Wizards of the Coast) per determinare successi e fallimenti.
Il combattimento è regolato diversamente a seconda dell'edizione. Seppur una buona parte sia del regolamento che della scheda del personaggio siano dedicati al combattimento, in Kult non rappresenta un aspetto centrale e anzi potrebbe risultare spesso fatale per i personaggi.
Dalla quarta edizione il sistema è "Powered by the Apocalypse", ovvero sfrutta il motore di gioco di Apocalypse World, creato da D. Vincent Baker, seppur con alcune modifiche. Questo è basato sulle "mosse" che ogni personaggio può fare e il successo dell'azione, le sue eventuali complicazioni o il fallimento, è determinato dal lancio di due dadi da 10 facce più il valore della caratteristica di riferimento.
Tale motore trasforma radicalmente la dinamica e l'esperienza di gioco, rendendolo molto più narrativo e meno meccanico.
Le varie edizioni di Kult permettono un'estrema personalizzazione del personaggio, poiché la creazione di questo è basata sugli archetipi invece delle più comuni classi.

## Edizioni
Sono state pubblicate quattro edizioni:
- Kult RPG (Death is only the beginning) - scritta da Gunilla Jonsson, Michael Petersén - pubblicata nel 1991 dalla Target Games.
- Kult RPG - 2ª edizione (Reality is a lie) - scritta da Gunilla Jonsson, Michael Petersén - pubblicata nel 1997 dalla Target Games.
  - La Hobby & Work ha pubblicato in italiano la traduzione della 2ª edizione nel 1997.
- Kult: Beyond the Veil - scritta da Nils Gullikson, Stefan Ljungqvist, Terry Amthor, Jason Fryer - pubblicata nel 2001 dalla 7eme Cercle una compagnia francese che ha ne comprato la licenza.
  - La Raven Distribution ha pubblicato in italiano la traduzione dell'edizione Kult: Beyond the Veil nel 2005.
- Kult: Divinity Lost - scritto da Robin Liljenberg, Petter Nallo, Marco Behrmann e altri autori - pubblicata il 21 novembre 2018 dalla Helmgast, una compagnia svedese.
  - La Raven Distribution ha pubblicato in italiano la quarta edizione col titolo Kult: Divinità Perduta, tra il 2020 e il 2021.

### 1ª edizione
È stata pubblicata dalla Target Games nel 1991. Nel 1993 vengono pubblicati in inglese dalla Metropolis Ltd.
La tagline dell'edizione è Death is only the beginning (la morte è solo l'inizio).
Data la difficile reperibilità di informazioni riguardo alle edizioni originali svedesi, qui sono riportate le versioni (pressoché contemporanee) inglesi.
| Codice | Titolo                | Anno | Autore                                                                                           | ISBN          | Pagine                                   | Note |
| ------ | --------------------- | ---- | ------------------------------------------------------------------------------------------------ | ------------- | ---------------------------------------- | --- |
| #5000  | Kult RPG              | 1993 | Gunilla Jonsson, Michael Petersén                                                                | 1-883716-00-4 | 272 in bicolore, con 16 in quadricromia. | Il regolamento base di Kult. |
| #5001  | Legions of Darkness   | 1993 | Gunilla Jonsson, Michael Petersén                                                                | 1-883716-01-2 | 176 in bicolore                          | Sourcebook che descrive creature e dettagli ulteriori per l'Illusione e la Realtà. |
| #5002  | Fallen Angels         | 1994 | Gunilla Jonsson, Michael Petersén                                                                | 1-883716-02-0 | 112                                      | Una serie di tre avventure collegate fra loro che porterà i giocatori tra Nosferatu e Sciacalli, fino in Inferno. |
| #5003  | Black Madonna         | 1995 | Gunilla Jonsson, Michael Petersén                                                                | 1-883716-03-9 |                                          | Un viaggio tra la Russia dei giorni nostri e l'Europa della seconda guerra mondiale che porterà i Personaggio giocante tra Inferno e il Mondo Onirico nel tentativo di fermare un Angelo della Morte...                                                                             |
| #5004  | Taroticum             | 1994 | Gunilla Jonsson, Michael Petersén                                                                | 1-883716-04-7 | 128                                      | Tra Londra e Inferno, la realtà viene modificata da immagini incantate di un altro tempo... |
| #5005  | Player's Companion    | 1994 | Gunilla Jonsson, Michael Petersén                                                                | 1-883716-05-5 |                                          | Introduce nuovi Archetipi, nuove abilità ed espande la costruzione del personaggio di Kult. |
| #5006  | GM Companion          | 1994 | James Estes, Terry Amthor                                                                        | 1-883716-06-3 |                                          | Nuovi NPC, idee, trucchi per arbitrare avventure di Kult. |
| #5007  | Metropolis Sourcebook | 1995 | Speldesign, André Gottfridsson, Torgil Hellman, Henrik Nilsson, Henrik Persson, Jerker Sojdelius | 1-883716-07-1 | 176                                      | Una descrizione di Metropolis; gli autori dell'originale manoscritto svedese hanno scelto di modificare alcuni particolari di Metropolis, rendendola non totalmente coerente con l'originale descrizione del manuale base; si rimette al GM la scelta della versione da utilizzare. |

### 2ª edizione
La seconda venne pubblicata nel 1997, sempre dalla Target Games, con la tagline Reality is a lie (La realtà è una menzogna).
La prima edizione italiana del gioco, corrisponde alla seconda edizione in lingua originale ed è stata pubblicata dalla Hobby & Work nello stesso anno. L'unico manuale uscito in italiano è il manuale base, con il titolo Kult: Oltre il Velo (da non confondere con l'edizione del 2005).

### 3ª edizione
È stata pubblicata nel 2001 dalla 7eme Cercle, sotto licenza della Paradox Entertainment, in versione inglese e francese.
Il primo manuale, Kult "Rumors", pubblicato nel 2001, è la guida per i giocatori; il secondo, Kult: Beyond the Veil", uscito nel 2004, doveva essere il manuale del game master, ma poi è stato pubblicato come manuale base, contenente tutte le regole di gioco, comprese quelle pubblicate in "Rumors" (tranne alcuni dettagli), l'ambientazione e tutta la parte dedicata al game master.
Quest'edizione non presenta novità rispetto alla precedente, ma nel manuale base è incorporata tutta la parte riguardante la magia.
Secondo alcune voci, questa edizione è nata per rilanciare il gioco, vista l'impossibilità di trovarlo nei negozi dell'epoca (la Target Games aveva chiuso nel 1999).
| Codice | Titolo                | Anno | Autore                                                      | ISBN          | Pagine | Note |
| ------ | --------------------- | ---- | ----------------------------------------------------------- | ------------- | ------ | --- |
| N.D.   | Kult "Rumors"         | 2001 | Nils Gullikson, Stefan Ljungqvist, Tery Amthor, Jason Fryer | 9780971860506 | 170    | Manuale del giocatore. Contiene tutte le informazioni per la creazione dei personaggi giocanti, le regole per giocare e alcuni strumenti per il Game Master. |
| N.D.   | Kult: Beyond the Veil | 2004 | Nils Gullikson, Stefan Ljungqvist, Tery Amthor, Jason Fryer | 9780971860513 | 301    | Manuale base. Contiene tutte le informazioni di gioco, sia per i giocatori sia per il game master.                                                           |

### 3ª edizione italiana
La terza edizione italiana è stata pubblicata nel 2005 dalla Raven Distribution. I manuali dell'edizione italiana differiscono da quelli della 7eme Cercle:
- la copertina è stata ridisegnata e i contenuti rimpaginati, dandogli così una nuova veste grafica[10].
- la scheda del personaggio è stata ridisegnata completamente[10].
- Il manuale base è stato diviso in Kult: Oltre il Velo e Guida dell'Invocatore. Tale scelta è stata molto criticata, soprattutto per il ritardo della pubblicazione di Guida dell'Invocatore, arrivata ben sei anni dopo l'uscita del manuale base.

| Codice | Titolo                       | Anno | Autore                                                                                                 | ISBN          | Pagine     | Note |
| ------ | ---------------------------- | ---- | --- | ------------- | ---------- | --- |
| RD3000 | Kult: Oltre il Velo          | 2005 | Nils Gullikson, Stefan Ljungqvist, Tery Amthor, Jason Fryer Traduttori: Luigi Purgato, Serena Emiliani | 8032680823008 | 330        | Manuale base: contiene tutte le regole per la creazione dei personaggi, le regole del gioco e tutta la parte dedicata al Game Master.                            |
| RD3001 | Kult: Guilda dell'Invocatore | 2011 | Traduttore: Luigi Purgato                                                                              | 8032680823015 | 160        | Manuale d'espansione: contiene tutte le regole relative alla magia, agli incantesimi e all'occulto. Sono presenti gli archetipi legati alla magia e all'occulto. |
| RD3002 | Kult: Il Serpente            | 2012 | Cristiano Brignola, Ilaria Lazzaroni                                                                   | 9788890721335 | 38         | Avventura, ambientata a Roma. |
| N.D.   | Schermo del Game Master      | 2012 | N.D.                                                                                                   | N.D.          | 4 facciate | Schermo del Game Master; venduto insieme con l'avventura Il Serpente.                                                                                            |

### 4ª edizione
La 4ª edizione di Kult è prodotta dalla casa editrice svedese Helmgast e per finanziare il progetto viene lanciata una campagna Kickstarter il 25 febbraio 2016. Dopo oltre due anni e mezzo di attesa, ad agosto 2018 viene annunciata la data di uscita della nuova edizione, fissata per il 21 novembre 2018.
Questa edizione vuole essere un reboot del gioco originale, con un regolamento più moderno e più fluido rispetto alle edizioni precedenti: grazie al motore PbtA avrà uno stile molto narrativo.
Inoltre l'ambientazione è stata resa più attuale, passando dagli anni '90 delle precedenti edizioni al secondo decennio del XXI secolo.
I manuali e gli accessori sono da subito disponibili in inglese e svedese, in versione cartacea e pdf.
| Codice | Titolo                             | Anno | Autore | ISBN | Pagine     | Note |
| ------ | ---------------------------------- | ---- | ------ | ---- | ---------- | --- |
| N.D.   | Kult: Divinity Lost                | 2018 | N.D.   | N.D. | 384        | Manuale base. |
| N.D.   | Kult: Divinity Lost, Black Edition | 2018 | N.D.   | N.D. | 384        | Manuale base, versione alternativa. |
| N.D.   | Kult: Divinity Lost, Bible Edition | 2018 | N.D.   | N.D. | 372        | Manuale base, versione tascabile, senza immagini. |
| N.D.   | Game Master Screen                 | 2018 | N.D.   | N.D. | 4          | Schermo per il game master, disponibile anche in digitale (PDF). |
| N.D.   | The Black Madonna                  | 2018 | N.D.   | N.D. | 168        | Campagna completa, per la prima volta disponibile in inglese. |
| N.D.   | Taroticum and Other Tales          | 2018 | N.D.   | N.D. | 222        | Scenario per Kult: Divinity Lost. Contiene 7 differenti scenari, ambientati in luoghi e tempi diversi ed esplora parti diverse della mitologia di Kult. Disponibile anche in pdf. |
| N.D.   | Archetype Bundle                   | 2018 | N.D.   | N.D. | 27         | 25 schede con gli archetipi disponibili nel manuale base, pronte per una più rapida consultazione durante la creazione del personaggio.                                           |
| N.D.   | Reference Deck                     | 2018 | N.D.   | N.D. | 55 (carte) | Mazzo di riferimento: contiene schede dettagliate di armi, equipaggiamento e le mosse base, in più copie.                                                                         |
| N.D.   | Tarot Deck                         | 2018 | N.D.   | N.D. | 68 (carte) | Mazzo di tarocchi, creati appositamente per Kult. L'uso è destinato al game master; è raccomandato per l'uso nello scenario "Taroticum".                                          |
| N.D.   | Official Digital Soundtrack        | 2018 | N.D.   | N.D. | /          | Tre ore di musica ambient creata per Kult: Divinity Lost. |

Sono disponibili anche altri prodotti, non riportati nella lista. È possibile scaricare gratuitamente alcune risorse dal sito ufficiale del gioco http://kultdivinitylost.com/resources/.

#### Curiosità
I supporter della campagna kickstarter hanno ricevuto diversi elementi esclusivi, tra cui: il manuale base con l'angelo in copertina a seno scoperto (versione non censurata) e i pdf di The Black Madonna e Taroticum and Other Tales in versione non censurata. Tali esclusive non censurate non sono disponibili per la vendita al pubblico.
L'edizione italiana avrà la copertina versione censurata.

### 4ª edizione italiana
La 4ª edizione di Kult è stata tradotta e distribuita sempre da Raven Distribution e commercializzata tra 2020 e 2021, con alcuni ritardi dovuti alla pandemia di Covid 19.
La prima versione disponibile veduta è stata una versione "super lusso", che prevedeva un cofanetto contenente il manuale base con copertina in finta pelle nera con foil rosso, l'avventura La Madonna Nera sempre con copertina in finta pelle nera con foil rosso, schermo del game master, mazzo dei tarocchi e manuale rapido, mazzo delle regole, scheda dei personaggi e scheda mosse del giocatore.
I manuali standard non sono stati annunciati fino al 28 ottobre 2021, in concomitanza con Lucca Comics, poiché la messa in produzione dipendeva dalle vendite del cofanetto super lusso.

## Kult GCC
Nel 1995 venne lanciato un gioco di carte collezionabili ambientato nell'universo di Kult RPG. Il gioco trattava temi più adulti rispetto ai molti GCC dell'epoca ed era considerato un competitor di Magic per via del regolamento dinamico. Anche le illustrazioni erano rivolte a un pubblico adulto.
Fu tradotto anche in italiano, sebbene molte carte non vennero mai tradotte.
Nel 1998 venne candidato al premio "Miglior gioco tradotto" di Lucca Comics & Games.

## Controversie
Kult è stato, per qualche tempo, citato dai media per il suicidio di un giovane ragazzo che stava giocando. La televisione svedese Rapport si schierò apertamente contro il gioco, ma questo causò solamente un incremento della popolarità del gioco stesso. Più tardi si scoprì che il suicidio non aveva nulla a che fare con Kult.
Quando il gioco venne lanciato sul mercato svedese nel 1991, subì forti critiche per via dei suoi contenuti, ritenuti troppo forti, nonostante le avvertenze lo classificassero per adulti. Secondo gli autori Gunilla Jonsson e Michael Petersen, ciò sarebbe da imputare alla scelta del distributore del gioco, che utilizzò i negozi di giocattoli come rivenditori primari. Questo ha comportato un accostamento, seppur sbagliato, del gioco ad un pubblico molto giovane.